# Lardirago
Lardirago – miejscowość i gmina we Włoszech, w regionie Lombardia, w prowincji Pawia.
Według danych na rok 2004 gminę zamieszkiwały 1163 osoby, 232,6 os./km².